# Альбатрос довгохвостий
Альбатрос довгохвостий (Phoebetria palpebrata) — морський птах родини альбатросових (Diomedeidae). Невеликий за розміром (80 см завдовжки), після досягнення статевої зрілості має темну-коричневу голову, горло, крила і хвіст, решта частин тіла сірі, нижні частини буровато-сірі. Дзьоб довжиною 105 мм, чорний. Молоді птахи мають бурі шию і спину, сірі круги навколо очей замість білих і сірувато-жовту смугу навколо дзьоба. Популяція нараховує близько 50 тис. птахів, поступово скорочується.